# Glenea flavorubra
Glenea flavorubra là một loài bọ cánh cứng trong họ Cerambycidae.